# Маккаллум, Фрэнк
Фрэнсис Макнюиш Макнил Маккаллум, также известен по прозвищу Капитан Мелвилль (1823—1857) — бушрейнджер времён Золотой лихорадки в штате Виктория, Австралия.

## Биография
Пятнадцатилетний Фрэнсис Мелвилл Маккаллум был осуждён в 1838 году и отправлен отбывать заключение в Тасманию (тогда известную как Вандименовые Земли). Освободившись в октябре 1851 года, уехал в Мельбурн.
В 1852 году человек под псевдонимом Капитан Мелвилл якобы возглавил крупную банду бушрейнджеров на дорогах Чёрного Леса между Мельбурном и Балларатом, его имя приобрело особую репутацию из-за дерзких преступлений и проявляемого им благородства, особенно в отношении женщин. Его имя было связано с ограблением судна «Нельсон» и ограблением на Дороге Святого Кильда, возможно безосновательно. Вероятнее всего, в реальной жизни, он провёл большую часть времени, обирая копателей вокруг горы Македон, сам или с одним-двумя сообщниками.
В 1852 году в канун Рождества, под псевдонимом Томас Смит, Маккаллум со своим товарищем — бушрейнджером Вильямом Робертом Робертсом были арестованы в портовом городе Гилонг в борделе, что располагался на улице Корио, после двое мужчин были представлены окружному судье города Гилонг Раймонду Барри по трём случаям грабежа. Судья приговорил каждого из мужчин к десяти годам заключения.

### Слухи
Несмотря на пребывание его в заключении во время ограбления Мельбурнского приватного эскорта (20 июля 1853), имя Капитана Мелвилла определённо связывалось с этим событием на протяжении многих лет, поскольку один из участников нападения — Джоржд Мелвилл, использовал такую же фамилию как псевдоним.

### Смерть
В 1854 Френсис Маккаллум, в составе группы заключённых, содержащихся под заключением в тюремном корабле Success (Успех) в Порт-Филлип, пытались захватить судно и сбежать на нём, во время бунта был убит тюремный надзиратель. Капитан Мелвилл был приговорен к смертной казни, но дата была отсрочена, после чего арестант был отправлен в тюрьму Мельбурна, где был найден повешенным в камере 10 августа 1857.